# Neaspilota
Neaspilota is een geslacht van insecten uit de familie van de Boorvliegen (Tephritidae), die tot de orde tweevleugeligen (Diptera) behoort.

## Soorten
- N. achilleae Johnson, 1900
- N. aenigma Freidberg and Mathis, 1986
- N. alba (Loew, 1861)
- N. albidipennis (Loew, 1861)
- N. albiseta Freidberg and Mathis, 1986
- N. appendiculata Freidberg and Mathis, 1986
- N. brunneostigmata Doane, 1899
- N. callistigma Freidberg and Mathis, 1986
- N. dolosa Benjamin, 1934
- N. floridana Ibrahim, 1982
- N. footei Freidberg and Mathis, 1986
- N. isochela Freidberg and Mathis, 1986
- N. pubescens Freidberg and Mathis, 1986
- N. punctistigma Benjamin, 1934
- N. signifera Coquillett, 1894
- N. stecki Freidberg and Mathis, 1986
- N. vernoniae (Loew, 1861)
- N. viridescens Quisenberry, 1949
- N. wilsoni Blanc and Foote, 1961